# Juste Lipse
Pour les articles homonymes, voir Juste Lipse (homonymie) et Juste.
Iustus Lipsius ou en français Juste Lipse, de son nom d'origine Joost Lips, né à Overijse (Duché de Brabant) le 18 octobre 1547 et décédé à Louvain le 23 mars 1606, est un philologue et humaniste qui vécut dans ce qui était alors les Pays-Bas espagnols et aujourd'hui la Belgique.
Il s'efforça, notamment avec la composition de son essai De Constantia, de promouvoir un stoïcisme chrétien renouvelé du stoïcisme ancien. Par là, il devait influencer nombre de ses contemporains, donnant naissance au courant du néo-stoïcisme. Il enseigna dans les universités d’Iéna, Leyde et Louvain.
Ses idées sur le citoyen idéal, comme individu responsable, dont le comportement est dicté par la Raison, qui reste maître de ses émotions, et est prêt à combattre pour le service de la Cité, firent de nombreux adeptes dans les temps troublés de la Réforme. L'idéal citoyen de Juste-Lipse, transposé à la politique, se traduit concrètement par une rationalisation de l'État et de ses organes exécutifs, un gouvernement autoritaire du prince, l'éducation des citoyens à la discipline, et une militarisation importante de la Société. Ces principes sont à la base du concept d'État moderne, tel qu'il se développa dans la République des Provinces-Unies.

## Biographie sommaire

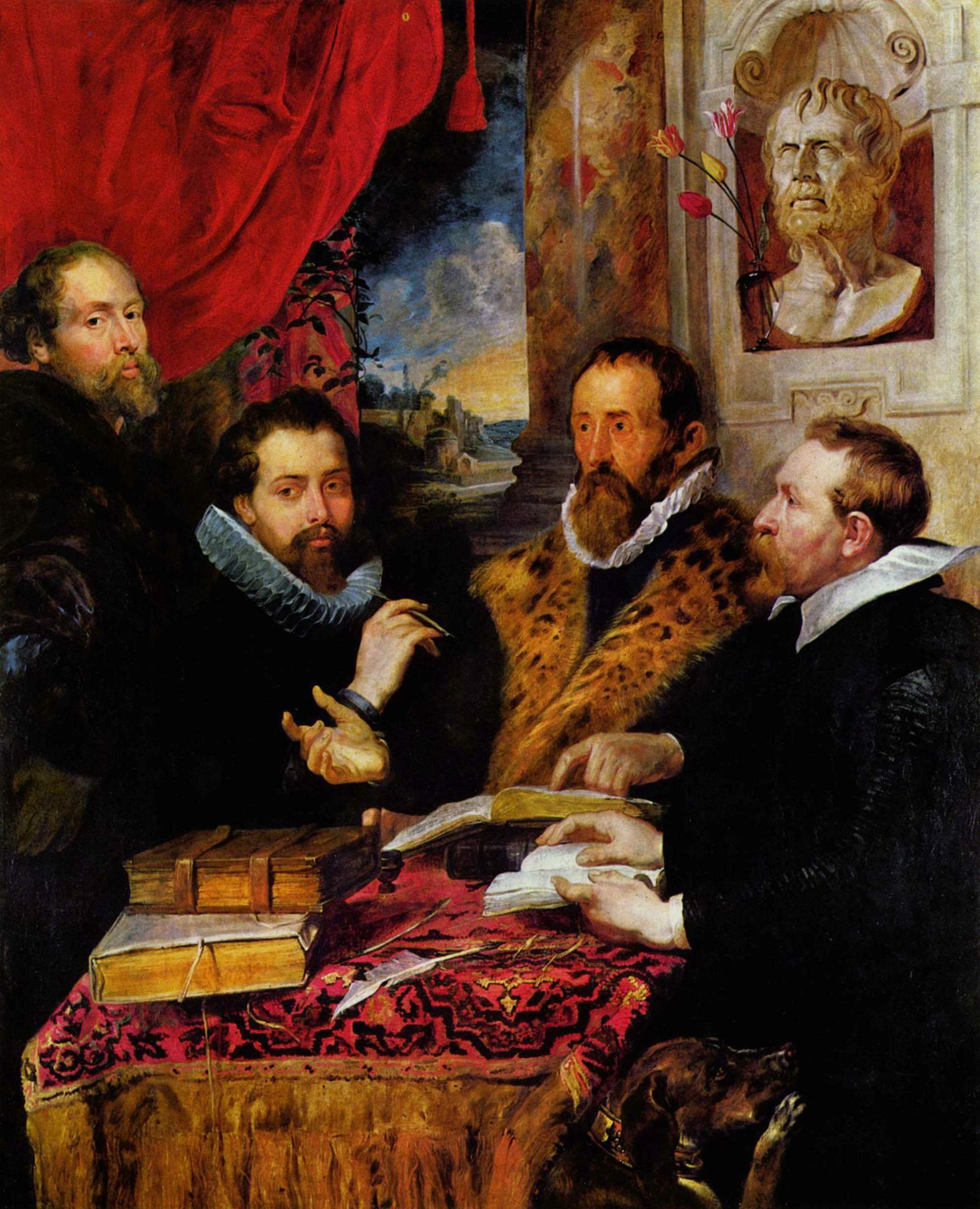
Les quatre philosophes (vers 1615, huile sur panneau ;, Florence, Palais Pitti). Rubens s'est représenté, en haut à gauche, en compagnie, de gauche à droite, de son frère le philologue Philip Rubens, de Juste Lipse et de l'humaniste sur les genoux de qui Mopsulus, chien de Juste Lipse, appuie sa tête. Plus haut est placé un buste de Sénèque.

Descendant des Lignages de Bruxelles, et petit-neveu de l’érudit Martin Lipse, mort en 1555, Juste Lipse fit ses études à Bruxelles, à Ath et au collège des Jésuites de Cologne d’où ses parents le retirèrent, de crainte qu’il n’entrât chez les jésuites, pour l’envoyer faire son droit à Louvain, mais il préféra s'orienter vers les belles-lettres. Il suivit, comme secrétaire, le cardinal de Granvelle à Rome où il suivit les cours de Marc-Antoine Muret avec qui sa prodigieuse mémoire lui permit bientôt de rivaliser.
Il rentra à Louvain et voyagea, partageant sa vie entre les études, l’enseignement et les plaisirs. Il se convertit au luthéranisme, mais ses ouvrages Considérations politiques et surtout De una religione, dans lequel il prêchait la nécessité d’une religion unique et exclusive, semblèrent des avances faites au parti catholique et le rendirent suspect aux yeux des réformés[réf. nécessaire]. Il résolut alors de quitter la Hollande, et sous prétexte de maladie, il se rendit à Spa, d’où il envoya sa démission de l’université de Leyde. En 1591, il fit publiquement acte d’adhésion à la religion catholique.
Malgré les nombreuses offres de postes d’enseignant arrivant de toute l’Europe, il préféra la ville de Louvain. Il devint également historiographe de Philippe II d'Espagne et conseiller de l’archiduc Albert. Il publia de nombreux ouvrages sur des sujets très divers : religion, philosophie politique, histoire ancienne. Il a laissé par ailleurs une vaste correspondance, réputée pour la qualité de son latin.
Si L. du Bois, dans sa préface à l'édition en français du De Constantia, affirme qu'il manifestait, au quotidien, un caractère agréable, malgré des accès de mélancolie, W. Frijhoff estime pour sa part que « tout en étant un grand savant, il fut un homme indécis, opportuniste, cachottier. » Il détestait la musique, mais aimait beaucoup les chiens et les fleurs, principalement les tulipes : c’est pourquoi, dans un portrait de groupe Rubens l’a représenté avec des tulipes derrière lui et son chien Mopsulus à ses pieds.
Il mourut d’une maladie du foie.

## Postérité

### Un renouveau du style

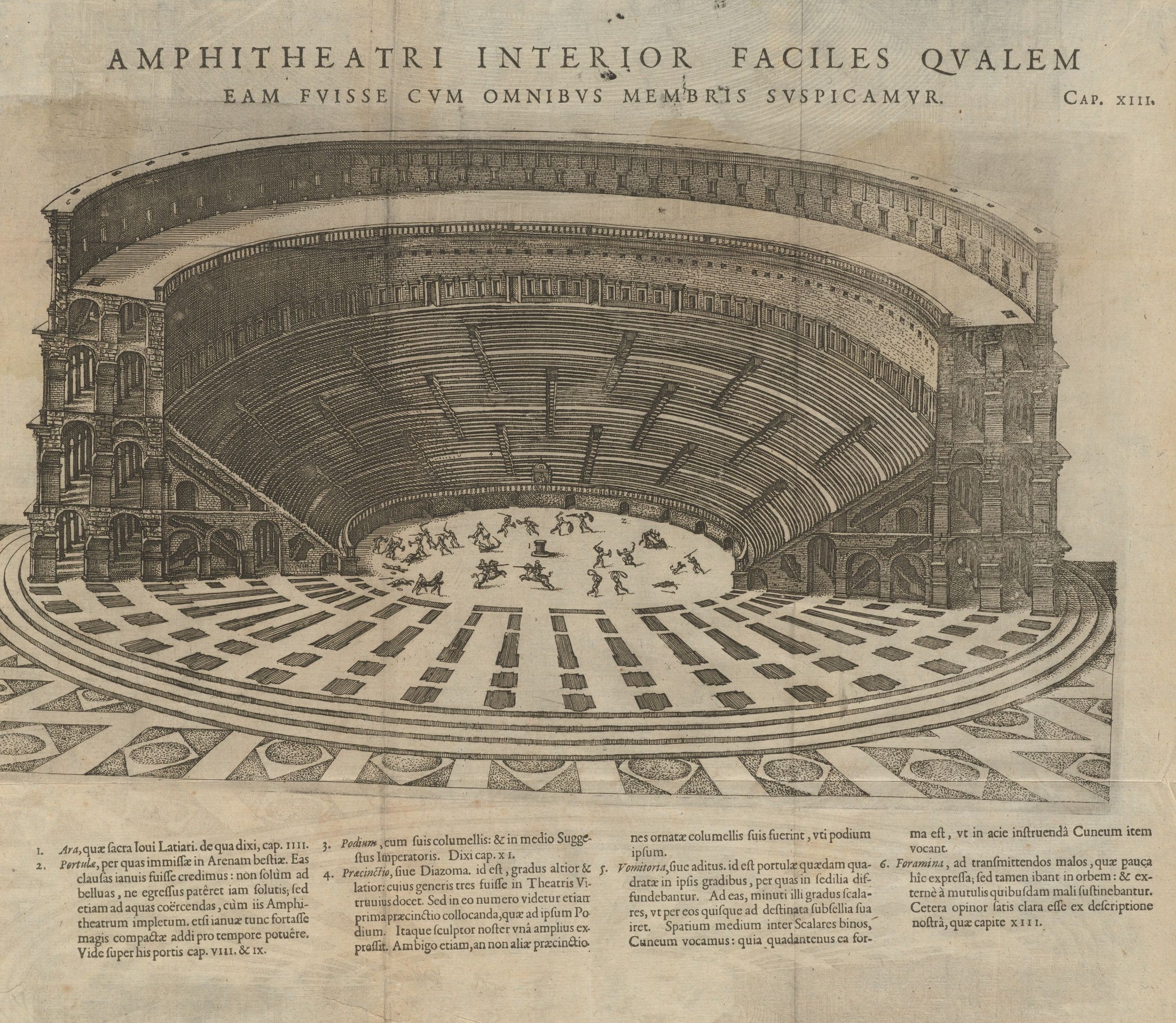
Planche tirée d'une édition (vers 1590) du De Amphitheatro Liber de Juste-Lipse.

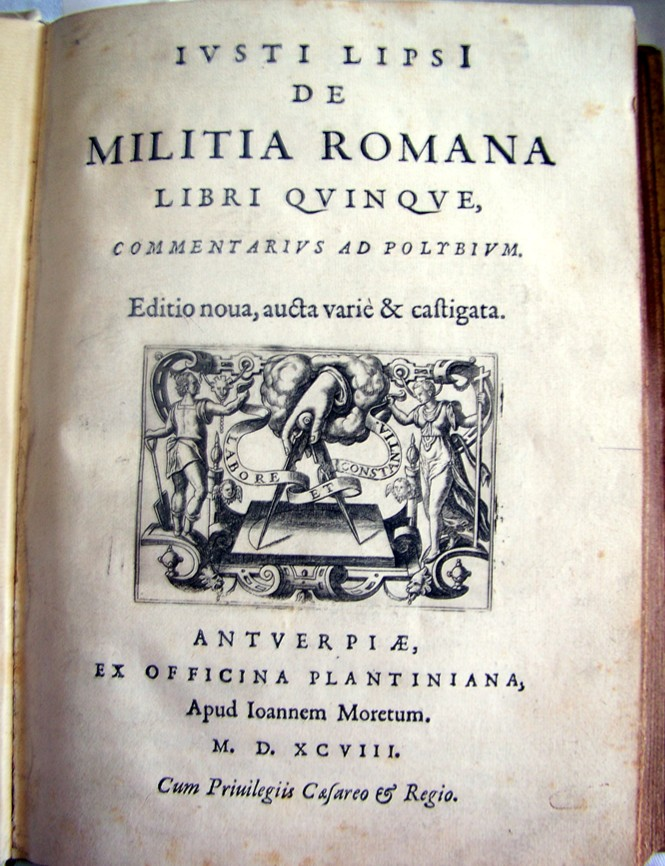
Frontispice du traité De Militia Romana, paru à Anvers en 1598.

Avec Érasme, Juste Lipse est généralement considéré comme le principal épistolier de l’Humanisme : non seulement il correspondait avec une multitude d'érudits contemporains, mais il se fit le promoteur (contre le Cicéronianisme alors dominant) d'une manière d'écrire inspirée du « style coupé » de Sénèque et de la brevitas de Tacite. Il s'imposa ainsi comme un parangon du bon latin pour ses successeurs, avec un essai sur l'art épistolaire (Epistolicarum quæstionum libri V, Anvers 1577). Il a lui-même veillé à faire publier sa correspondance fournie (Leyde, 1586–90, en 2 volumes), et cette initiative a été poursuivie après sa mort par Pieter Burmann (Amsterdam 1725, 5 tomes).
Son style en latin est inspiré de certains auteurs de la latinité tardive : Apulée, Tertullien, Cyprien et Arnobe, mais parsemé de quelques archaïsmes. S'il est considéré comme le pionnier de la nouvelle brevitas à la Tacite, pour plusieurs chercheurs, son syncrétisme douteux aurait exercé une influence néfaste sur les philologues des générations postérieures.

### Le critique et le grammairien
Juste Lipse s'est consacré à l'édition d'importants textes de l'antiquité : il accéda à la célébrité par la première édition critique des œuvres de Tacite (Anvers 1574, rééd. en 1581, 1585, 1588). Il poursuivit ce travail par la publication des écrits historiques de Tite-Live (1579), de Jules César (1585) et de Velleius Paterculus (1591) ; mais on lui doit surtout l'étude critique de plusieurs textes latins, principalement ceux du Siècle d'or. Il faut mentionner à cet égard ses recherches sur Plaute, Nonius, Velleius Paterculus, Valère Maxime, Sénèque et Pline.

### Le stoïcisme chrétien
Outre son activité d'éditeur, Juste Lipse est l'auteur d'une série d'essais philosophiques. Son traité sur « La Constance » (De constantia in malis publicis libri duo, Anvers, 1584), dialogue philosophique sur les vertus de la persévérance, fit connaître à ses contemporains plusieurs aspects importants de la doctrine stoïcienne. Cet ouvrage, par ses exhortations et ses exemples, connut une grande popularité chez les lettrés et a inspiré la tragédie baroque, dont les personnages de martyr paraissent se conformer à l'idéal stoïcien. Les écrits philosophiques suivants (Manuductio ad Stoicam Philosophiam et Physiologiae stoicorum) s'efforçaient de préciser le contenu de la pensée stoïcienne.
À partir de 1588, Montaigne entra en correspondance avec Juste Lipse, qu'il qualifiait de « Thalès français ».

### Sa pensée politique
Les Politicorum libri (1589) jettent les bases de l'état républicain moderne, et peuvent être considérés comme une lointaine anticipation du despotisme éclairé. La première compilation de ses œuvres a paru à Anvers (1585, 8 vol.), puis, sous forme révisée, à Wesel (1675, 4 vol.).
Par ses écrits sur l'art militaire, où il préconise la mise sur pied d'une armée de métier, complétée le cas échéant par des milices urbaines, il amorce l'approche scientifique des questions de défense nationale. L’historien allemand Gerhard Œstreich affirme que l'idéal du citoyen selon Juste Lipse : un homme responsable, guidé par sa seule raison et prêt à combattre pour sa patrie, a connu une vogue durable au cours des épisodes turbulents de la Réforme. Le point de vue de Lipse, transposé en politique, aurait été un fondement de la rationalisation de l'État, une justification du gouvernement autocratique par un prince et de la discipline imposée à ses sujets, enfin l'appel à une défense militaire organisée. Ces principes auraient jeté les bases de la révolution militaire, et par là changé la face des combats aussi bien que de l'organisation interne des États européens eux-mêmes. Ces conclusions ont soulevé le scepticisme dans la communauté académique, en particulier quant au poids des idées de Juste Lipse sur les réformes militaires de la République des Provinces Unies.
Au 4e livre de sa Politique, Juste-Lipse se déclare partisan d’une religion unique et exclusive, et il n'hésite pas à demander (selon l'adage Ure et seca : « brûle et retranche ») qu'on punisse de mort les hérétiques. Sur cette doctrine, il eut pour principal adversaire le conseiller de Guillaume d'Orange, Diderik Cornhert, qui l'attaqua dans son essai De la permission et des décrets de Dieu.

## Hommages

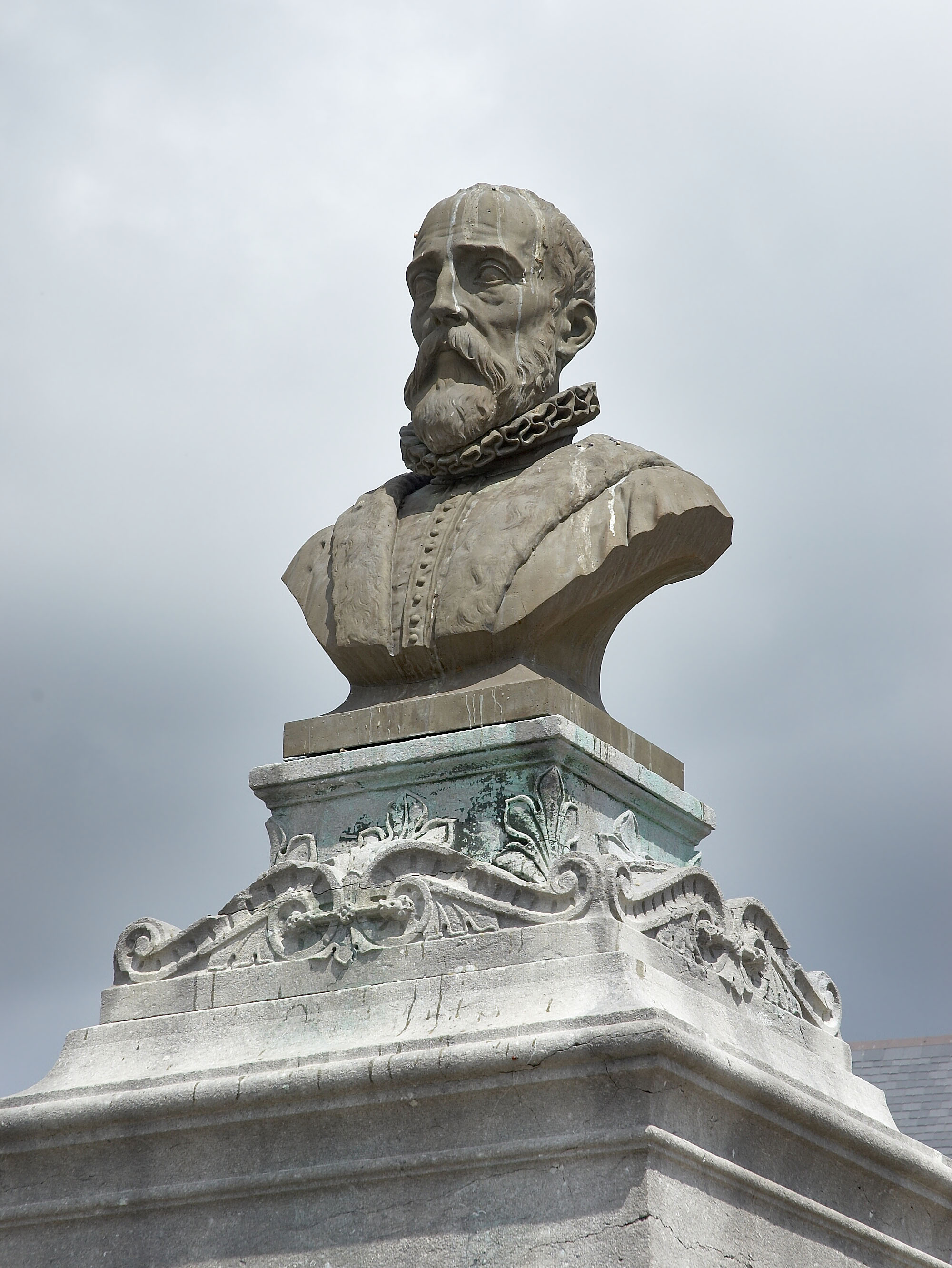
Buste de Juste Lipse à Overijse. Œuvre d’Édouard François Marchant (1853).

### Édifices
- Le siège du Conseil de l'Union européenne à Bruxelles porte son nom car une rue Juste Lipse se trouvait à cet endroit jusqu'à la construction de ce bâtiment en 1985.
- Le bâtiment principal de la faculté de philosophie et lettres de l'université de Leyde porte son nom.

### Toponymie
- La place principale de sa commune natale, Overijse, porte son nom.
- Une rue de Bruxelles porte son nom quoique son tracé et son emplacement aient été entièrement modifiés en 1985.
- Une rue de la ville d'Ath (Hainaut)
- Une voirie de Louvain-la-Neuve (Brabant wallon)
- Une rue de Louvain (Brabant flamand)
- Une rue de Halle (Brabant flamand)
- Une rue de Gand (Flandre orientale)

### Sculpture
- Un buste massif de Juste Lipse se trouve dans le hall d'entrée du bâtiment du Conseil.
- Son buste est visible sur la place principale d'Overijse
- Une statue se trouve au milieu de l'avenue des Alliés (Bondgenotenlaan) à Louvain, là où elle rencontre la rue Juste Lipse (Justus Lipsiusstraat), œuvre de Jules Jourdain (neveu de Victor Jourdain).

### Autres
- Le peintre Rubens, qui cultivait comme lui un stoïcisme austère, fut l'élève favori de Juste Lipse[16].
- En 2006; pour célébrer le 400e anniversaire de sa mort une pièce de collection belge est frappée à son effigie. Deux valeurs sont mises en circulation : argent de 10 € et or de 50 €. Un timbre de 0,70 € est également émis par la poste belge[17].

## Œuvres traduites en français

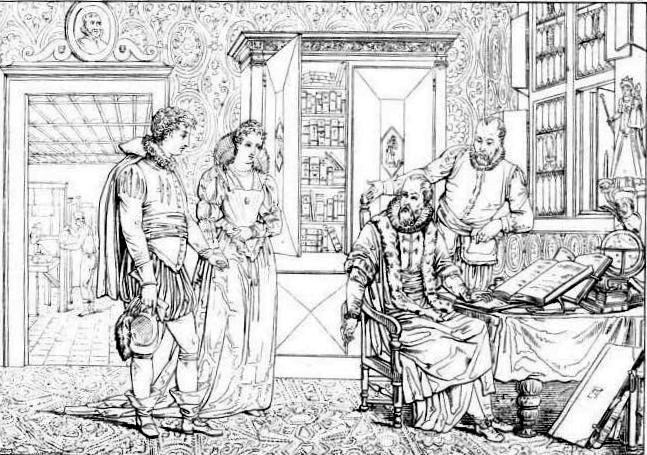
Rubens présenté à Juste Lipse par Mme Moretus fille de Christophe Plantin - Tableau de Mathieu-Ignace Van Brée

- Traité de la Constance de Just. Lipsius, auquel, en forme de devis familier, est discouru des afflictions & principalement des publiques, & comme il se faut résoudre à les supporter, Tours, Claude de Montrœil et Jean Richer, 1594
- De la Constance, Paris, Gilles Robinot, 1606
- Histoire de Notre-Dame de Hal, Bruxelles-Ostende, Ch.-J.-A. Greuse, 1859
- Lettres inédites de Juste Lipse, concernant ses Relations avec les Hommes d’État des Provinces-Unies des Pays-Bas, principalement pendant les années 1580-1597, Amsterdam, C.G. van der Post, 1858
- Traité de la constance Éd. Lucien Du Bois, Bruxelles, C. Muquardt, 1873
- Œuvres, Gand, Vyt, 1886
- La Correspondance inédite de Juste Lipse conservée au Musée Plantin-Moretus, Anvers, Vereeniging der Antwerpsche Bibliophielen Vrijdagmarkt, 1964
- Les deux Livres de la constance : esquels en forme de devis familier est discouru des afflictions, et principalement des publiques, et comme il se faut résoudre à les supporter, traduction anonyme du latin, édition de Tours, 1592, Paris, Noxia, 2000
- Crucifixions, traduit par François Rosso, éditions Arlea, 2018

## Œuvres en latin

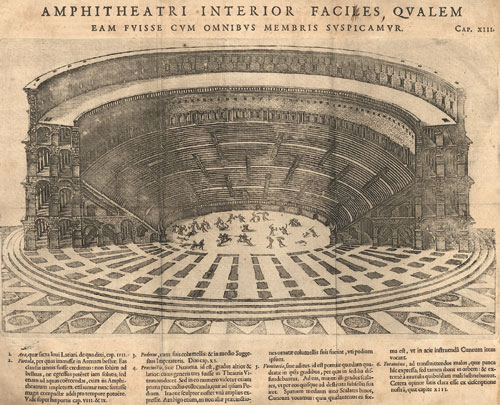
Illustration de De Amphitheatro Liber (édition de 1589).

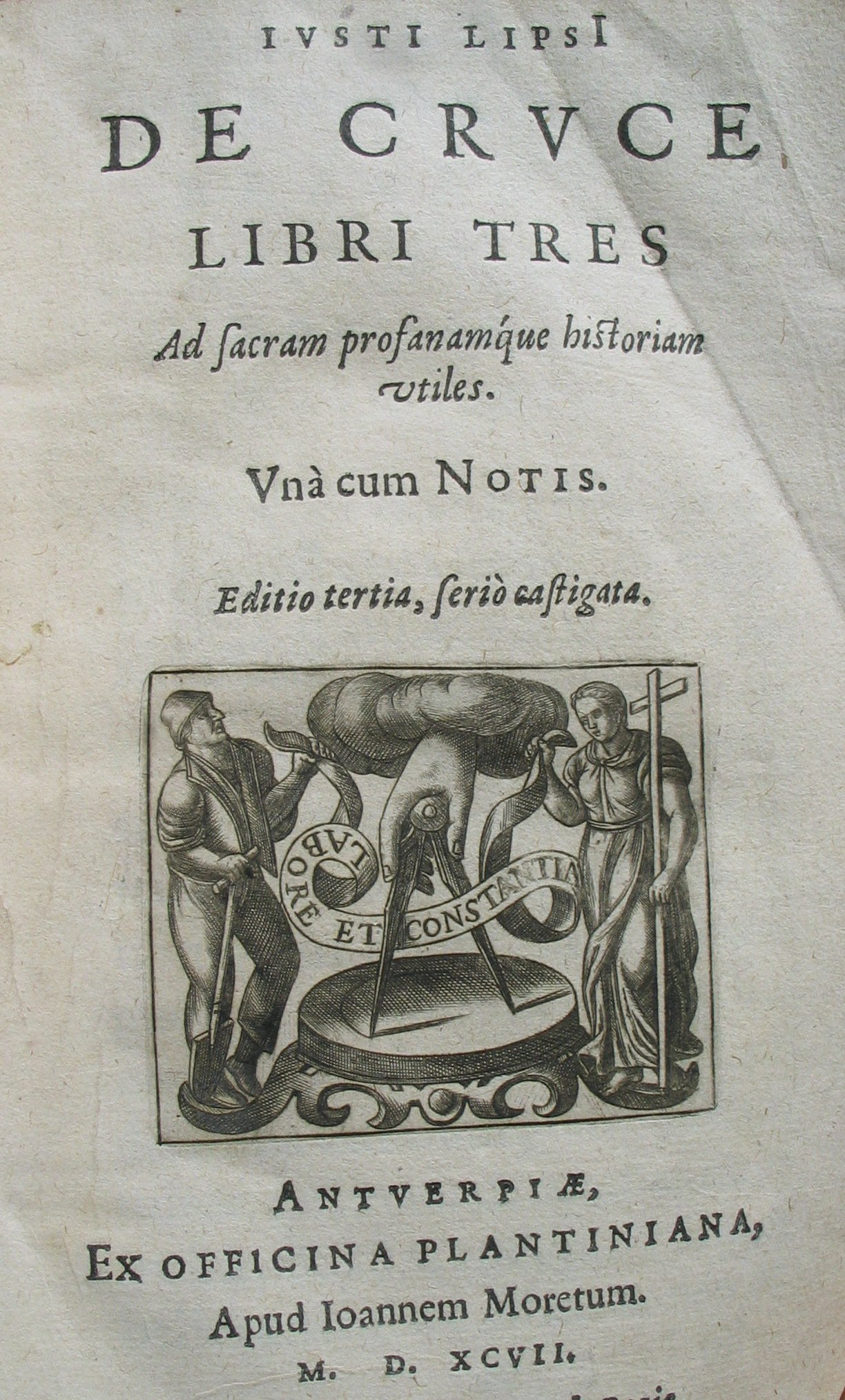
Frontispice du livre De Cruce

- Hortorum lib. IV. Cum Disputatione de cultura hortensi. Joan. Meursii fil. Arboretum sacrum. Angeli Politiani Rusticus. Adhaec Lipsii Leges hortenses et Lazari Bonamici carmen De vita rustica, Éd. René Rapin, Ultrajecti, Apud J. Ribbium, 1672
- I. Lipsi Satvrnalivm sermonvm libri dvo, qui de gladiatoribus, Lvgdvni Batavorvm, Ex officina Plantiniana, apud Franciscum Raphelengium, 1590
- Iusti Lipsi Epistolae Pars III, 1588-1590 Eas ediderunt, adnotatione critica instruxerunt, notisque illustrarunt Sylvette Sué & Hugo Peeters, Brussel, Koninklijke Academie voor wetenschappen, letteren en schone kunsten van België, 1987
- Iusti Lipsi Epistolae quam curavit edendam Jeanine De Landtsheer, Brussel, Koninklijke Academie voor wetenschappen, letteren en schone kunsten van België, 1994
- Iusti Lipsi saturnalium sermonum libri duo, qui De gladiatoribus, Antverpiae, Ex officina Plantiniana, apud Ioannem Moretum, 1604, 1598
- Iusti Lipsis Epistolae Pars XIII, 1600, Brussel, Koninklijke Vlaamse Academie van België voor Wetenschappen en Kunsten, 2000
- De amphitheatro liber : in quo forma ipsa loci expressa, et ratio spectandi, cum aeneis figuris, Lugduni, Batavorum, Ex officina Christophori Plantini, 1584
- Iusti Lipsi de amphitheatris quae extra Romam libellus : in quo formae eorum aliquot & typi, Antverpiae, apud Ch. Plantinum, 1584
- Iusti Lipsi Saturnalium sermonum libri duo : qui de gladiatoribus, Éd. Jan Moretus, Antverpiae, ex officina Plantiniana, apud Ioannem Moretum, 1604
- Iusti Lipsi de Cruce : ad sacram profanamque historiam utiles, Éd. Jan Moretus, Antverpiae, ex officina Plantiniana, apud Ioannem Moretum, 1593
- Justi Lipsi De bibliothecis syntagma, Éd. Jan Moretus, Antverpiae, ex officina Plantiniana, apud Ioannem Moretum, 1602
- Iusti Lipsi de Militia Romana Libri V [18]- Apud Ioannem Moretum- Antwerpiea, ex officina Plantiniana, - 1598.

### Bibliographie

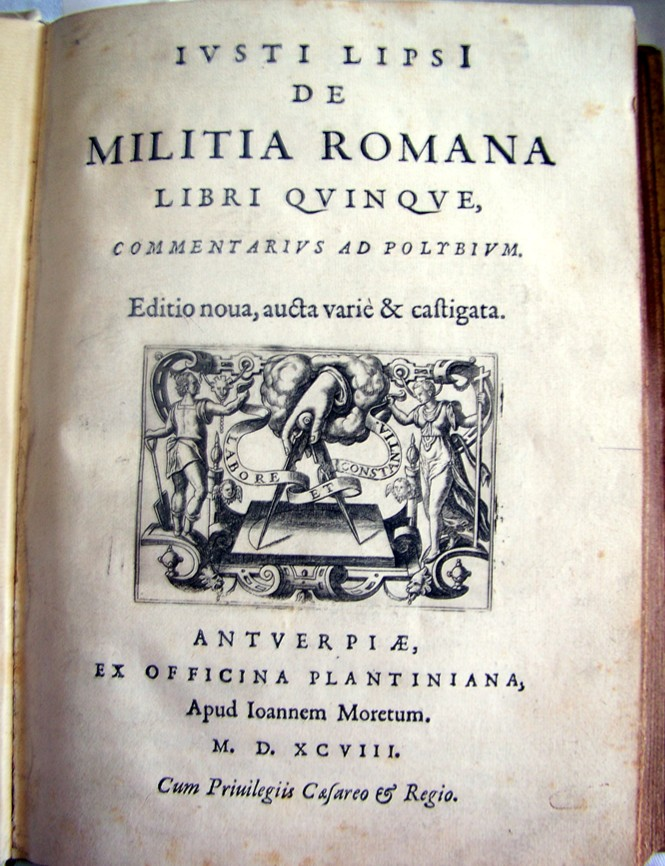
De Militia Romana 1598